# Wilhelmina Ziekenhuis Assen
Het Wilhelmina Ziekenhuis Assen (WZA) is een ziekenhuis in de Nederlandse stad Assen. Het is een algemeen ziekenhuis, wat betekent dat er brede basiszorg wordt verleend (diagnostiek, behandeling en nazorg) en de verpleging en verzorging die daarmee te maken heeft.
Het ziekenhuis beschikt over 158 klinische bedden en 1638 personeelsleden. Daarmee behoort het tot de kleinere ziekenhuizen in Nederland. Het WZA behoorde in 2022 tot de top 10 van best gewaardeerde ziekenhuizen in Nederland. 
Het WZA heeft 34 specialismen. Ook werkt het samen met diverse ziekenhuizen in de regio, zoals de Treant Zorggroep (o.a. urologie, vaatchirurgie), het Martini Ziekenhuis (o.a. longgeneeskunde, geriatrie en coassistenten) en het UMCG (fertiliteit). 
Tussen 2009 - 2021 was aan de Borgstee in Assen de buitenpolikliniek 'Medisch Centrum Wilhelmina' (MCW) gevestigd. Dit onderkomen bood plek aan de Diabetespoli, Bekkenbodemkliniek, Fertiliteitskliniek en de Seksuologiepoli. Na sluiting van het MCW eind 2021, verhuisde de Diabetespoli terug naar het ziekenhuizen en namen de andere drie poliklinieken hun intrek in Gezondheidscentrum Noorderpark aan de Molenstraat in Assen. 

## Geschiedenis
Het ziekenhuis is gesticht in 1907. In dat jaar bestond de gemeente Assen precies honderd jaar als zelfstandige gemeente. Ter ere van dit eeuwfeest besloot een speciale commissie om in Assen een ziekenhuis te stichten. Een inzamelingsactie onder Assenaren bracht het benodigde bedrag op. De locatie van het ziekenhuis werd gevonden aan de Oosterhoutstraat in Assen. In 1907 legde Koningin Wilhelmina hier de eerste steen van het naar haar genoemde Wilhelmina Ziekenhuis. Twee jaren later was het ziekenhuis gereed. Er was een eersteklaskamer met één bed, twee tweedeklaskamers met elk twee bedden, een derdeklaszaaltje voor zes vrouwen en eentje voor vijf mannen. 
Rond 1920 was het ziekenhuis uit zijn jasje gegroeid. Het aantal patiënten nam ieder jaar toe, dus er was ook meer personeel nodig en meer specialistische hulp. Dankzij een schenking van het Provinciaal Ziekenhuis Comité begin jaren 30, kon Assen eindelijk een groter ziekenhuis krijgen. In 1932 was de grote uitbreiding van het ziekenhuis klaar.
De 65 bedden die het ziekenhuis in 1932 telde, bleken echter al snel te weinig. Door de jaren heen werd het ziekenhuis steeds verder uitgebreid. Zo kwam er in 1953 een kinderafdeling bij en kregen de inwonende verpleegkundigen in 1958 een nieuw onderkomen aan het Oosterhoutje.
In 1960 werd weer een stuk nieuwbouw opgeleverd, waardoor de hoofdingang van het ziekenhuis naar de Zuidersingel verhuisde. Op 4 maart 1960 werd die officieel geopend. De vijf verdiepingen tellende nieuwbouw was zelfs tweemaal zo groot als het ziekenhuis wat er al stond. Er waren dertien specialisten aan het ziekenhuis verbonden. Er waren drie operatiekamers en voor het eerst een verkoeverkamer, met een mannen- en een vrouwenkant.
De laatste grote uitbreiding was in 1970, met een geheel nieuwe vleugel. Het WZA telde toen 358 bedden met 24 specialisten. Het parkeerprobleem rondom het ziekenhuis nam toe, vooral tijdens de bezoekuren was er veel chaos. In 1979 werd daarom besloten dat er een geheel nieuw ziekenhuis moest komen. 
Een nieuwe locatie werd gevonden in het terrein van psychiatrisch ziekenhuis op het voormalig landgoed Port Natal. Het psychiatrisch ziekenhuis dat er stond werd vervangen voor een nieuw ziekenhuis ontworpen door architect A. Tuns. In 1987 werd daadwerkelijk opdracht gegeven voor de nieuwbouw, meer dan 100 personen werkten mee aan het bouwplan. Na 3 jaar bouwen werd het huidige onderkomen van het Wilhelmina Ziekenhuis Assen in mei 1990 officieel geopend.
Het ziekenhuis is door de jaren heen geregeld verbouwd en uitgebreid. De receptie onderging een metamorfose, de verpleegafdelingen zijn in 2024 vernieuwd, net als het Dagcentrum. In 2023 nam het ziekenhuis ook een nieuw operatiecomplex in gebruik. 
In 2022 heeft het WZA het zilveren niveau gehaald van de Milieuthermometer Zorg. De Milieuthermometer stimuleert en borgt een duurzame bedrijfsvoering. 
Het WZA werkt aan twee IZA-zorgtransformatieprogramma’s. Het programma Hart voor Elkaar is een gezamenlijk programma van Dokter Drenthe en het WZA. Het programma Herstelgerichte zorg in de regio is een gezamenlijk programma van Icare, Interzorg en WZA.